# Ascra
Ascra (en grec antic Ἄσκρη) era una ciutat de Beòcia situada a la muntanya d'Helicó vora la ciutat de Tèspies, de la que la separaven 40 estadis de distància, segons diu Estrabó.
Era famosa per ser el lloc de residència d'Hesíode. El seu pare havia deixat la ciutat de Cime a l'Eòlida per instal·lar-se allà. Hesíode es queixava de què era un lloc molt desagradable per viure-hi, tant a l'estiu com a l'hivern. Al segle iv aC, el metge i astrònom Èudox de Cnidos encara la va trobar pitjor. Pausànias diu que era abundant en blat i Estrabó, que tenia molt bon vi.
Segons el poeta Hegesí, citat per Pausànias, Ascra va ser fundada per Efialtes i Otis, els Aloïdes, fills d'Aloeu. En temps de Pausànias només quedava una única torre de la ciutat. Les ruïnes es trobaven al cim d'un turó de forma cònica que cap a l'oest connectava amb l'Helicó.
La ciutat d'Ascra organitzava cada cinc anys uns jocs i uns concursos dedicats a les Muses (els Musea) que se celebraven al bosquet sagrat d'Helicó, prop de la font Aganippe. Segons Èsquines d'Atenes el festival era organitzat per l'escola de poesia que existia al peu de l'Helicó, de la que Hesíode n'era un membre destacat.